# Arrest Foto-Frost

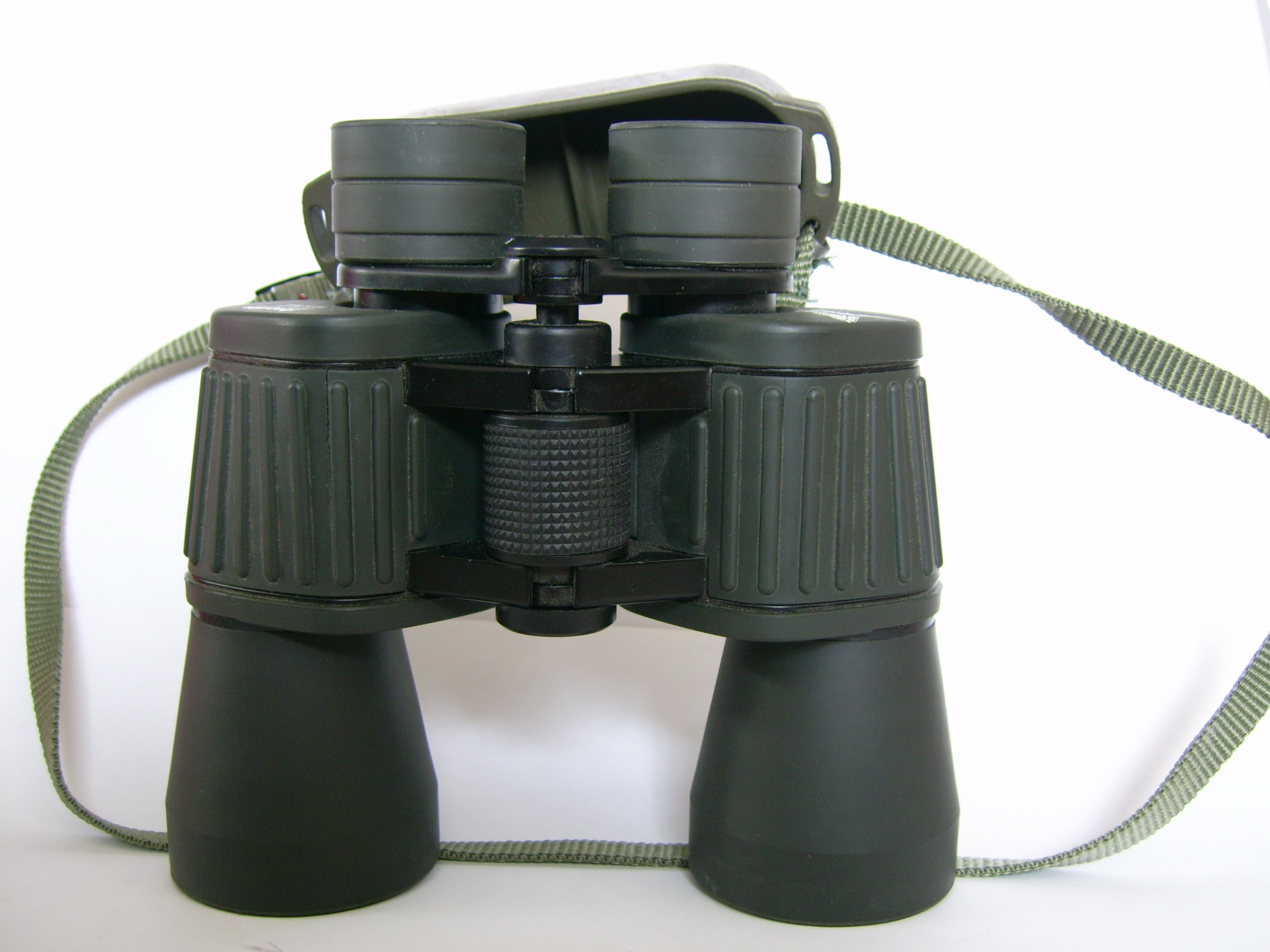
Prismakijker

Het arrest Foto-Frost is een uitspraak van het Europees Hof van Justitie van 22 oktober 1987 (zaak 314/85),
inzake:
- Een navordering van invoerrechten voor in de DDR vervaardigde prismakijkers, die een in de Bondsrepubliek gevestigde onderneming heeft gekocht bij handelsondernemingen in andere lidstaten.
- Onbevoegdheid van nationale rechterlijke instanties om de ongeldigheid van een gemeenschapshandeling vast te stellen.

## Verordeningen
- Verordening nr. 222/77 van de Raad van 13 december 1976 betreffende communautair douanevervoer (PB 1977, L 38, blz. 1)
- Verordening nr. 1697/79 van de Raad van 24 juli 1979 inzake de navordering van de rechten bij invoer of bij uitvoer die niet van de belastingschuldige zijn opgeëist voor goederen welke zijn aangegeven voor een douaneregeling waaruit de verplichting tot betaling van dergelijke rechten voortvloeide (PB 1979, L 197, blz. 1)

artikel 5, lid 2

2. De bevoegde autoriteiten behoeven niet over te gaan tot navordering van het bedrag van de rechten bij invoer of bij uitvoer dat niet is geheven ten gevolge van een vergissing van de bevoegde autoriteiten zelf die de belastingschuldige redelijkerwijze niet kon ontdekken, waarbij deze laatste zijnerzijds te goeder trouw heeft gehandeld en voldaan heeft aan alle voorschriften van de geldende regeling inzake de douaneaangifte.
- Verordening (EEG) nr. 1573/80 van de Commissie van 20 juni 1980 tot vaststelling van de uitvoeringsbepalingen van artikel 5, lid 2, van Verordening (EEG) nr. 1697/79 van de Raad inzake navordering van de rechten bij invoer of bij uitvoer die niet van de belastingschuldige zijn opgeëist voor goederen welke zijn aangegeven voor een douaneregeling waaruit de verplichting tot betaling van dergelijke rechten voortvloeide

## Casus en procesverloop

### Casus
Foto-Frost te Ammersbek (Bondsrepubliek Duitsland) is importeur, exporteur en groothandel in fotografische en optische artikelen.
Foto-Frost heeft in 1980/1981 verschillende partijen prismakijkers vervaardigd door de firma Carl Zeiss te Jena (DDR),
gekocht van firma's in Denemarken en het Verenigd Koninkrijk;
deze partijen kreeg Foto-Frost toegezonden onder de regeling voor extern communautair douanevervoer uit douane-entrepots in Denemarken en Nederland.
De douaneaangifte voor invoerrechten ging telkens vergezeld van een verzoek om vrijstelling van invoerrechten in overeenstemming met het Protocol betreffende de binnenlandse handel van Duitsland.
In september 1981 werd het verzoek om vrijstelling van invoerrechten niet langer gehonoreerd.
Bij rechtstreekse levering van de DDR naar de Bondsrepubliek waren inderdaad geen invoerrechten verschuldigd,
maar dat gold niet bij indirecte levering via een andere lidstaat. Nu rijst de vraag of er nog een navordering zou volgen.

### Navordering
Het Hauptzollamt was niet bevoegd om zelf te besluiten van navordering af te zien.
Van de Bondsminister van Financiën kreeg de Commissie het verzoek,
op basis van artikel 6 van genoemde verordening nr. 1573/80 te beslissen, of in casu van navordering kon worden afgezien.

[conclusie adv.-gen.]
Bij tot de Bondsrepubliek gerichte beschikking van 6 mei 1983 antwoordde de Commissie, dat dit niet mogelijk was.
Zij wees erop, dat de importeur de regeling betreffende de binnenlandse handel van Duitsland, die zij toegepast wilde zien, had kunnen vergelijken met de omstandigheden waaronder de betrokken invoer was verricht, en zo mogelijke vergissingen van de autoriteiten had kunnen vaststellen.
Bovendien was het niet juist, dat zij alle bepalingen van de regeling inzake douaneaangifte had nageleefd.
Er moest derhalve een bedrag aan rechten worden nagevorderd van 64 346,53 DM.
Op grond van deze beschikking, die noch door de Bondsrepubliek noch door Foto-Frost voor het Hof is bestreden,
vorderde het Hauptzollamt bij wijzigingsnota van 22 juli 1983 van Foto-Frost het door de Commissie genoemde bedrag en bovendien 12 786,10 DM aan omzetbelasting bij invoer.
Foto-Frost kwam tegen deze navordering in beroep bij het Finanzgericht Hamburg, waar zij in kort geding om opschorting van de tenuitvoerlegging verzocht.

Bij beschikking van 22 september 1983 willigde het Finanzgericht dit verzoek in, op grond dat krachtens het Protocol betreffende de binnenlandse handel van Duitsland de door verzoekster verrichte invoer moest worden geacht vrijstelling van invoerrechten te genieten. Het was derhalve gewenst, de tenuitvoerlegging van de wijzigingsnota op te schorten totdat was vastgesteld, eventueel na verwijzing naar het Hof van Justitie, of de navordering gerechtvaardigd was.

Het Finanzgericht Hamburg heeft het Hof van Justitie verzocht om een prejudiciële beslissing.

## Rechtsvragen
- Is een nationale rechter bevoegd om een beschikking van de Europese Commissie ongeldig te verklaren? (Neen.)
- Zo nee: Gaat het Hof deze beslissing ongeldig verklaren? (Ja.)

## Uitspraak Hof

### Onbevoegdheid nationale rechter
17. Aangezien het Hof ingevolge artikel 173 bij uitsluiting bevoegd is ter zake van nietigverklaring van een handeling van een Gemeenschapsinstelling, is het voor de samenhang van het stelsel noodzakelijk dat ook de bevoegdheid om de ongeldigheid van deze handeling vast te stellen wanneer daarop voor de nationale rechter een beroep wordt gedaan, alleen aan het Hof toekomt.
19. Hieraan moet worden toegevoegd, dat afwijkingen van de regel, dat de nationale rechter niet bevoegd is zelf de ongeldigheid van gemeenschapshandelingen vast te stellen, in het geval van een kort geding onder bepaalde omstandigheden noodzakelijk kunnen zijn; (...)

### Beschikking van de Commissie
27. Uit het voorgaande blijkt, dat in casu alle in artikel 5, lid 2, van verordening nr. 1697/79 gestelde voorwaarden waren vervuld. Foto-Frost had er derhalve recht op, dat zou worden afgezien van navordering van de betrokken invoerrechten.

### Dictum
1. De nationale rechterlijke instanties zijn niet bevoegd zelf de ongeldigheid van handelingen van de Gemeenschapsinstellingen vast te stellen.

2. De op 6 mei 1983 tot de Bondsrepubliek Duitsland gerichte beschikking, waarbij de Commissie heeft vastgesteld dat in een bijzonder geval moest worden overgegaan tot navordering van invoerrechten, is ongeldig.

## Conclusie
Een nationale rechter is onbevoegd om de ongeldigheid van een gemeenschapshandeling vast te stellen. Alleen het Hof kan dat doen. Als zulks nodig lijkt, dan is een nationale rechter verplicht om het Hof te vragen om prejudiciële beslissing. Dit arrest is een belangrijke aanvulling op het CILFIT-arrest.